# David Tomás Pérez
David Tomás Pérez   (Granollers, 19 d'agost de 1974) és un ex-pilot de motociclisme català que competí internacionalment a començament de la dècada de 2000.

## Trajectòria
Nascut a Granollers i resident a Mataró (Maresme), Tomás es dedicà primer al motocròs, guanyant el Campionat de Girona el 1987 i competint-hi fins al 1992, en què començà a córrer curses de velocitat d'escúters i de Supersport. El 1997 fou segon al Campionat de Catalunya en totes dues categories, acabant 22è a l'Europeu. Un any més tard ja fou segon al Campionat Europeu de velocitat Supersport.
El 1999 canvià a la categoria de 250 cc, essent 14è al Campionat d'Europa. La temporada de 2000 va debutar al Mundial en la mateixa categoria (250cc) i disputà també alguna cursa en la de 500cc amb una Honda.

## Resultats al Mundial de motociclisme[1]
| Any   | Categoria | Moto  | Curses | Victòries | Podi | Pole | Fast lap | Punts | Posició |
| ----- | --------- | ----- | ------ | --------- | ---- | ---- | -------- | ----- | ------- |
| 2000  | 250cc     | Honda | 3      | 0         | 0    | 0    | 0        | 2     | 38è     |
| 2000  | 500cc     | Honda | 4      | 0         | 0    | 0    | 0        | 3     | 25è     |
| 2001  | 250cc     | Honda | 14     | 0         | 0    | 0    | 0        | 11    | 26è     |
| Total |           |       | 21     | 0         | 0    | 0    | 0        | 16    |         |